# Permission to Land
Permission to Land é o álbum de estreia gravado pela banda inglesa de glam rock The Darkness, lançado em 2003. Com influência do glam rock da década de 70 e de bandas como AC/DC e Slade, o álbum atingiu grande repercussão mundial.
O maior hit do disco é "I Believe in a Thing Called Love", que fez sucesso no Brasil ao entrar para a trilha sonora da novela "Da Cor do Pecado", da TV Globo, no mesmo ano de seu lançamento.

## Faixas
1. "Black Shuck"
2. "Get Your Hands Off My Woman"
3. "Growing On Me"
4. "I Believe in a Thing Called Love"
5. "Love Is Only a Feeling"
6. "Givin' Up"
7. "Stuck in a Rut"
8. "Friday Night"
9. "Love on the Rocks With No Ice"
10. "Holding My Own"

1. ↑  Sullivan, Caroline (4 de julho de 2003). «CD: The Darkness: Permission to Land». the Guardian (em inglês). Consultado em 2 de agosto de 2018
2. ↑  «Os 15 anos de 'Permission To Land', a incrível estreia do The Darkness». Igor Miranda